# بطولة الأمم الست للسيدات 2014
بطولة الأمم الست للسيدات 2014 (بالفرنسية: Tournoi des Six Nations féminin 2014)‏ هو الموسم 19 من  بطولة الأمم الست للسيدات. أقيم خلال الفترة 31 يناير 2014 وحتى 16 مارس 2014، وفاز فيه منتخب فرنسا الوطني لاتحاد الرغبي للسيدات.